# Luis Fernández-Guerra y Orbe
Luis Fernández-Guerra y Orbe (Granada, 11 de abril de 1818-Madrid, 4 de marzo de 1890) fue un académico y escritor español, hermano del también escritor Aureliano Fernández-Guerra.

## Biografía
Nacido en Granada el 11 de abril de 1818, en 1841 se trasladó a Madrid para estudiar pintura. Fue hijo de José Fernández Guerra, y hermano del más conocido Aureliano Fernández-Guerra y Orbe. Contrajo matrimonio el 18 de noviembre de 1848 con Carmen Valverde Orozco. Fue autor de obras como Don Juan Ruiz de Alarcón y Mendoza, escrito biográfico acerca del escritor novohispano homónimo, y como la recopilación de los trabajos de Agustín Moreto. Asumió el puesto de académico de número de la Real Academia Española el 13 de abril de 1873, ocupando el Sillón h.  Falleció el 4 de marzo de 1890 en Madrid.
Fue padre de Carmen Fernández-Guerra.